# ヨシダナギ
ヨシダ ナギ（1986年〈昭和61年〉7月6日 - ）は、日本の女性写真家。東京都出身。主にアフリカをはじめとする世界の少数民族や先住民を撮影。2019年からはドラァグクイーンの撮影を行うなど、被写体の幅を広げた活動をする。

## 経歴
5歳の頃、テレビでマサイ族を見る。ヤリを持って飛び跳ねる姿が強烈な印象をもち「いつか自分もマサイ族になりたい、なれる」と信じていたが、10歳の頃に日本人だという現実を両親から突き付けられて挫折を経験する。
言語コミュニケーションを苦手としていたが、学童クラブの先生が母親に「ペンと紙を持たせれば、絵や文字で表現することができる」とアドバイスし、初めて理解者が現れたと感じる。
10歳に千葉県へ引っ越し後から学校でいじめに遭い、中学2年生時に不登校のまま卒業。不登校の間、インターネットを通じて物語の創作活動を始める。プロフィール写真が芸能事務所の目に留まり、芸能活動を始める。
21歳の時に一人暮らしを始め、それから前向きな性格に変わったと語る。また芸能活動は自分は向いていないと考え引退し、その後はイラスト制作や写真撮影が主な活動となる。その時期に母親から仕事の手伝いを頼まれ、初の海外となるフィリピンへ行く。。
フィリピンで撮影した子供達の写真をブログに載せた所、好評だった事をきっかけに東南アジアを回り始める。だが自分が思う程の驚きが無かったため、憧れだったアフリカに向かう事を決める。
2009年
初のアフリカはエジプトとエチオピア。現地では初めは良い顔しようとしていたが、「アフリカ人と同じぐらい感情的に、理不尽になって良いんだ」と思い、嬉しい時も辛い時も感情をストレートに出せるようになりすごく楽になれたと語る。
2012年
カメルーンの山岳地帯に暮らすコマ族の撮影。この時に初めて少数民族と同じ格好になって撮影を行う。打ち解けるためにコマ族の女性と同じ上半身は裸、下半身は葉っぱの格好になり、女性達からは歌と歓喜の舞で歓迎された。
長老からも気に入られ、「5番目の妻としたい」とプロポーズされたが、「来世でね」と丁重に断る。
2015年
- 9月　TBSの紀行バラエティ番組『クレイジージャーニー』で「民族と同じ姿になる写真家」として紹介されエチオピアのスリ族（英語版）との撮影の様子が取り上げられる。以降、同番組に不定期に出演[9]。
- 9月　個展『Suri COLLECTION ヨシダナギ 写真展 ～世界一ファッショナブルな民族の極彩～』開催（gallery and shop 山小屋）[10]。

2016年
- 4月　個展 『写真集 SURI COLLECTION発売記念個展』開催（西武渋谷店）[11]
- 6月　個展 『ブリキのヨシダ展』開催（Buriki no Zyoro）[12]
- 8月　個展 『HEROES』開催（Kanzan gallery）[13]。
- 12月　日経ビジネス誌「次代を創る100人」に選出[14]。

2017年
- 4月　第48回 講談社出版文化賞の写真賞受賞[15]。
- 4月　個展 『HEROES』開催（そごう広島店）[16]。
- 4-5月　個展 『HEROES』開催（松坂屋名古屋店）[17]。
- 5月　個展 『HEROES』開催（西武渋谷店）[18]。
- 12月　カルチャー誌「Pen」が主催する「Pen CREATOR AWARDS 2017」にフォトグラファーで選出[19][20]。

2018年
- 2月　個展『Tribe Walk』開催（Kanzan gallery）[13]。
- 4月　西武渋谷店50周年特別企画『"ヨシダナギ×NAKED “Sing－Sing！"』開催（西武渋谷店）[21]。
- 5月　個展 『HEROES』開催（阪急うめだ本店）[22]。
- 6月　個展 『HEROES』開催（大丸札幌店）[23]。
- 8月　個展 『HEROES』開催（西武池袋本店）[24]。
- 8-9月　個展 『HEROES』開催（そごう広島店）[25]。
- 9月　個展 『HEROES』開催（松坂屋名古屋店）[26]。

2019年
- 3-4月　個展『HEROES 2019』開催（大丸京都店）[27]。
- 4-5月　個展『THE AMAZING WORLD OF NAGI YOSHIDA』開催（西武渋谷店）[28]。
- 6月　個展『HEROES 2019』開催（大丸福岡天神店）[29]。
- 7月　個展『HEROES 2019』開催（そごう横浜店）[30]。
- 8月　個展『HEROES 2019』開催（阪急うめだ本店）[31]。
- 10月　個展『HEROES 2019』開催（そごう徳島店）[32]。
- 10月　大阪・関西万博のロゴマーク公募の選考委員に選出[33]。
- 10-11月　個展『HEROES 2019』開催（茨城県庁）[32]。

2020年
- 8月　個展『DRAG QUEEN -No Light, No Queen-』開催（西武渋谷店）[34]。
- 10月　個展『DRAG QUEEN -No Light, No Queen-』開催（そごう横浜店）[35]。
- 10-11月　個展『DRAG QUEEN -No Light, No Queen-』開催（松坂屋名古屋店）[36]。

2021年
- 7-8月　個展 『HEROES』開催（藤崎会館）[37]。
- 11-12月　個展『DRAG QUEEN -No Light, No Queen-』開催（福岡市美術館）[38]。

2022年
- 4月　個展『DRAG QUEEN No Light, No Queen』開催（阪急うめだ本店）[39]。
- 9月　グループ展『icon CONTEMPORARY PHOTOGRAPHY Ⅱ』開催（六本木AXIS Gallery）[40]。
- 10月　個展『NAGI YOSHIDA NEW EXHIBITION ～HERO＆QUEEN 展～』開催（西武池袋本店）[41]。

2023年
- 11月　屋久島へ移住[42]

2024年
- 3月　ベスト作品集の第2弾、『HEROES 2.0(仮)』製作プロジェクトのクラウドファンディングを実施。目標金額1,500万円に対し、793名から2,073万円の支援を受ける[43]。

2025年
- 3月　個展『HEROES -RELOADED- 発売記念 ヨシダナギ写真展』（アミコ東館）[44]

## ドラァグクイーンとの出会い
本項目の主要出典
- ドラァグクイーンを知るきっかけは映画『プリシラ』だった。すぐに映画内のクイーンの美しさに見惚れていた。
- 『クレイジージャーニー』出演以降から「少数民族以外の作品も観たい」との声や著名人の撮影オファーが多くなっていたが、「少数民族のカッコよさを伝えたい」との思いが活動の原動力だったので悩むようになっていた。
- その反面、これまでと同様の作品を出して飽きられてしまったら、カッコよさを伝える目的自体が達成できない悩みに陥っていた。そのときにふと閃いたのが、ドラァグクイーンだった。
- 紆余曲折ながら写真集の撮影が進む中、クイーンとのインタビューの中で「いちばん訴えたいのは“したい事を、好きな時、好きな場所でしても良い”ってこと。本来の自分でいてよくて、誰もが自由に生きていいわけ。」との言葉を受けて「私は私でいいんだ。私は、私が撮りたいものを撮るんだ。」と自分自身が開放されたと語る。

## 屋久島へ移住
本項目の主要出典
- 2023年の春から秋にかけ人間不信に陥り、それにより不眠など体調面でも支障が生じたため、「いつかここに住んでもいいな」と考えていた屋久島への移住を決意する。
- 移住後は畑仕事や野菜作りを通じ、半自給自足の生活を送りながら、自然と共生する暮らしを実践している。
- 屋久島での暮らしについて「島に来てから不眠は完全になくなった。自然に抱かれているような安心感がある」と語り精神的安定と健康的な日常を取り戻す。
- 島民の素朴で温かな人柄に触れる中で、都市型の競争社会から距離を置き、自分らしい生活スタイルを再発見した。
- 心境の変化について「ここで暮らすと『競争』という言葉が自然と頭から消えていった」と語る。
- 屋久島への移住は本人にとって単なる環境の変化にとどまらず、自身の人生観や仕事観を再構築する転機となる。

## 人物
- 『クレイジージャーニー』出演時に初めて「フォトグラファー（写真家）」と紹介され、「あ、もうそう名乗って良いんだ」と思った[45]。
- それまでは「作品」を撮ろうと思ってなく、あくまで「記録」として撮影していた[46]。
- 被写体の少数民族と同じ格好になるのは女性に対して敬意を示す考えがあるため。男性と違い下心を使うのは有効でなく、代わりに文化を褒めても「誰でも言える」と返されるから[47]。
- 『HEROES』以降、新しい被写体を探すことは本当にプレッシャーが大きく、「すごく嫌だった」と語る[48]。
- 『DRAG QUEEN -No Light, No Queen-』の制作費の1000万円は本人の持ち出し。これは「会いたい人が見つかった時、すぐプロジェクトを動かすために」と内密に貯めていた資金だった[2]。
- インタビューでは「出来ることは限られています。だからこそ、意地を張るべき場面ではとことん張らないとダメと思っています。」と語る[49]。
- 「写真を勉強した上手い方にはとても敵わないので、あくまで勉強しないというポリシーは今後も貫きます」と話す[50]。
- 積極的な書籍の執筆やトークショーの開催など写真家の枠に囚われない活動をする。
- 「ヨシダナギ」はアーティスト名で、本名は明らかになっていない。
- 左肩にタトゥーを入れている。

## 作品

### 著書
- 『ヨシダ、裸でアフリカをゆく』扶桑社、2016年5月24日。ASIN B01HPB69MY。
- 『ヨシダナギの拾われる力』CCCメディアハウス、2018年3月15日。ASIN B07BFMC8XZ。
- 『しれっと逃げ出すための本。』PHP研究所、2021年9月2日。ASIN B09GRPBXCY。
- 『贔屓贔屓(ヒーキビーキ)』幻冬舎、2021年10月27日。ASIN B09JYXK82L。

### 写真集
- 『SURI COLLECTION』いろは出版、2016年3月25日。ISBN 978-4866070056。
- 『HEROES ヨシダナギBEST作品集』ライツ社、2018年4月26日。ISBN 978-4909044136。
- 『DRAG QUEEN -No Light, No Queen-』ライツ社、2020年4月30日。ISBN 978-4909044266。
- 『HEROES Special Edition（ヨシダナギBEST作品集）』ライツ社、2023年2月22日。ISBN 978-4909044419。

## 連載
- 「ヨシダナギのココだけの話」『treasures[注釈 1]』(2016年12月 - 2017年7月)[51][52]
- 「自分の人生を楽しもう。」『保険市場』(2023年2月 - 2023年3月)[53]

## 出演

### テレビ番組
- クレイジージャーニー（TBS、2015年9月10日 - ）「民族と同じ姿になる写真家」「少数民族を愛する写真家」として出演。
- 今夜くらべてみました（日本テレビ、2016年4月26日）
- 行列のできる法律相談所（日本テレビ、2018年3月11日）
- 日立 世界・ふしぎ発見!（TBS、2018年6月30日）解答者としてゲスト出演
- SWITCHインタビュー 達人達「ヨシダナギ×志茂田景樹」（NHK教育、2019年10月5日）[54]
- グータンヌーボ 2（関西テレビ、2020年10月20日）
- ヒューマニエンス「"皮膚" 0番目の脳」（NHK BSプレミアム、2021年3月4日）
- マツコ&有吉 かりそめ天国（テレビ朝日、2021年5月14日）
- 電脳ワールドワイ動ショー（テレビ朝日、2021年11月6日）
- わたしのヒュッゲ（テレビ東京、2022年10月21日・28日）

### ラジオ番組
- 野性に還ろう。（LOVE FM 2018年10月4日 - 2019年12月25日）

### CM
- 2019年　Beats by Dr.Dre『ワタシたちが新色』出演[55]。
- 2019年　J-POWER『本気人』出演[56]。
- 2021年　大塚製薬『カロリーメイトリキッド』出演[57]。
- 2022年　UNIQLO『LIFE篇』出演[58]。
- 2023年　KEY COFFEE アンバサダー就任[59]。

### その他
- 2022年　ディスカバリーチャンネル『EARTH TRAVELLER with NAGI YOSHIDA』[60][61]